# Sofia Mattssonová
Sofia Magdalena Mattsson, (* 11. listopadu 1989 Gällivare, Švédsko) je švédská zápasnice, účastnice olympijských her v Pekingu a Londýně. Ve svých začátcích trénovala pod vedením Håkana Johanssona a Kalle Taivalsaariho. Vrcholově se zápasu věnuje pod vedením Fariborze Besaratiho. Připravuje se v Helsingborgu, kde studuje na Lundské univerzitě. Zápasu se vrcholově věnuje i její starší sestra Johanna.